# 카자하나 마이
카자하나 마이(일본어: 風花 舞 かざはな まい[*], 1971년 6월 6일 - )는 도쿄도 출신의 배우이다. 전 다카라즈카 가극단 츠키구미 톱여역이다. 애칭은 "유코"이다.

## 약력

### 다카라즈카 가극단 입단 전
도쿄 아오야마의 마츠야마 발레 학교에 초등학교 3학년 ~ 중학교 2학년까지 다녔다. 마츠야마 발레단 공연 「돈키호테」, 「코펠리아」, 「호두까기 인형」에 출연했다.
1984년, 제 41회 도쿄신문 전국무용콩쿠르 발레 제 2부에 입상했다.

### 다카라즈카 가극단 재단 시기
1990년, 다카라즈카 가극단 76기생으로 입단. 입단시 성적은 40명중 2등, 하나구미 공연 『베르사이유의 장미〜페르젠편〜』으로 초무대. 초무대에서 솔로 댄스신을 부여받았다.
1991년 1월 14일, 츠키구미에 배속되었다.
1992년, OG 오오우라 미즈키를 필두로 하는 뉴욕 공연 (NY 조이스 시어터 공연)에 참가. 오디션에서 린다 해버먼의 눈에 띄었다. 연구과 3년만에 주연 오오우라 미즈키와 듀엣 외에 주요 캐스트로 발탁되어, 다카라즈카에 있어서 댄서로서의 지위를 확립하였다.
1994년, 「타케쿠라베」 (주연 시즈키 아사토), 「WANTED」 (주연 쿠제 세이카), 「론 울프」 (주연 마코토 츠바사)와 3편 연속으로 바우홀 공연의 히로인을 맡아, 아사노 카요에 이은 여역 니반테 스타의 포지션을 확립. 또 같은 해, 런던 공연에 주요 캐스트로 참가하였다.
1996년, 브로드웨이 뮤지컬 「CAN-CAN」으로 톱여역에 취임. 톱스타 쿠제 세이카의 상대역을 맡았다. 「CAN-CAN」에서는 탁월한 댄스를 선보여, 어마어마한 박수갈채를 받았다.
1997년, 톱스타 쿠제 세이카의 퇴단으로, 후임 마코토 츠바사의 상대역을 맡았다.
1998년, 바우홀에서 댄스 리사이틀 「LAST STEPS －달빛의 왈큐레－」로 여역 단독 주연.
1999년 2월 7일, 도쿄 다카라즈카 극장 공연 「검은 눈동자／르 볼레로 루즈」로 퇴단.

### 다카라즈카 가극단 퇴단 후
2000년, 재단 시기의 예명 카자하나 마이에서 본명인 미야자키 유코로 개명.
2003년 6월 23일, 자신의 공식 블로그에 왼쪽 무릎 반월판 절제 수술, 왼쪽 무릎 전방 십자인대 파열 재건 수술을 받은 계기로, 원래의 예명인 카자하나 마이로 바꾸고, 댄스를 포함한 연예 활동을 할 것임을 밝혔다.
2008년, 강사로 전 다카라즈카 가극단 출신자가 많이 재직하는 메지로츠바키노자카 스튜디오에서 게스트 인스트럭터로서 재즈댄스. 발레, 시어터 댄스의 2월, 3월과 5월에 특별 워크숍을 개최.
2012년부터 발레, 재즈, 댄스 plus 강사를 본격적으로 시작했다.
현재, 배우로서의 활동 외에, 댄스 레슨 메파쿠의 두 주재 강사, chacott 시부야 스튜디오 강사를 겸임하고 있다.

## 사진집
- 카자하나 마이 사진집 『Diana』 (1991년 1월 1일)

## CD
- WANTED (실황 CD)
- CAN-CAN (실황 CD)
- 맨해튼 불야성 -왕의 휴일- (실황 CD)
- 긴짱의 사랑 (실황 CD)
- 프레스티지 (실황 CD)
- 바론의 후예/그랜드 벨 폴리 (1997년 3월 21일) 「사랑의 천사」 노래 : 마코토 츠바사・카자하나 마이
- 그랜드 벨 폴리 (실황 CD)
- 요시자키 켄지 작품집　Love&Dream Takarazuka〜오늘 강하게 너를 사랑해〜 「렌게구사」 노래 : 쿠제 세이카・카자하나 마이